# مونیکا چاسار
مونیکا چاسار (مجاری: Mónika Császár؛ زادهٔ ۱۷ نوامبر ۱۹۵۴) ژیمناست هنری اهل مجارستان است.
وی در مسابقات کشوری و بین‌المللی در مجموع برندهٔ ۲ مدال برنز شده‌است.